# 118768 Carlosnoriega
118768 Carlosnoriega este o planetă minoră (asteroid) din centura de asteroizi. A fost descoperită pe 25 august 2000 la Observatorio de Cerro Tololo⁠(d) de Marc Buie⁠(d). 
Obiectul prezintă o orbită caracterizată de o semiaxă mare de 2,7950662392421 UAi, o excentricitate de 0,083068490617191, o înclinație de 6,4132901644891 ° în raport cu ecliptica.